# Župnija Šenturška Gora
Župnija Šenturška Gora je bila rimskokatoliška teritorialna župnija Dekanije Šenčur Nadškofije Ljubljana, ki je bila 1. januarja 2020 pridružena Župniji Cerklje na Gorenjskem.

### Farne spominske plošče
V župniji so postavljene Farne spominske plošče, na katerih so imena vaščanov iz okoliških vasi, ki so padli nasilne smrti na protikomunistični strani v letih 1943-1945. Skupno je na ploščah 7 imen.